# HD 100518
HD 100518，又名BD+11 2372，SAO 99668、HR 4454，是一颗恒星，视星等为6.55，位于銀經250.77，銀緯65.72，其B1900.0坐标为赤經11h 28m 59s，赤緯+11° 65.72′ 37″。